# Brook Taylor
Brook Taylor   (Edmonton, 18 d'agost de 1685 - Londres, 29 de desembre de 1731 (Julià)) va ser un matemàtic britànic.

## Vida i obra
Fill de John Taylor, del Parlament de Bifrons, Kent, i d'Olivia Tempest (filla de Sir Nicholas Tempest), va entrar en la Universitat de Saint John de Cambridge com estudiant en 1701. Es va llicenciar en Dret en 1709, i es va doctorar en 1714. Va estudiar matemàtiques amb John Machin i John Keill. En 1708 va trobar una important solució del problema del "centre d'oscil·lació" que, no obstant això, no es va publicar fins a maig de 1714 ("Philosophical Transactions of the Royal Society" vol.28), i això va provocar una disputa sobre la precedència en la seva autoria amb Johann Bernoulli.

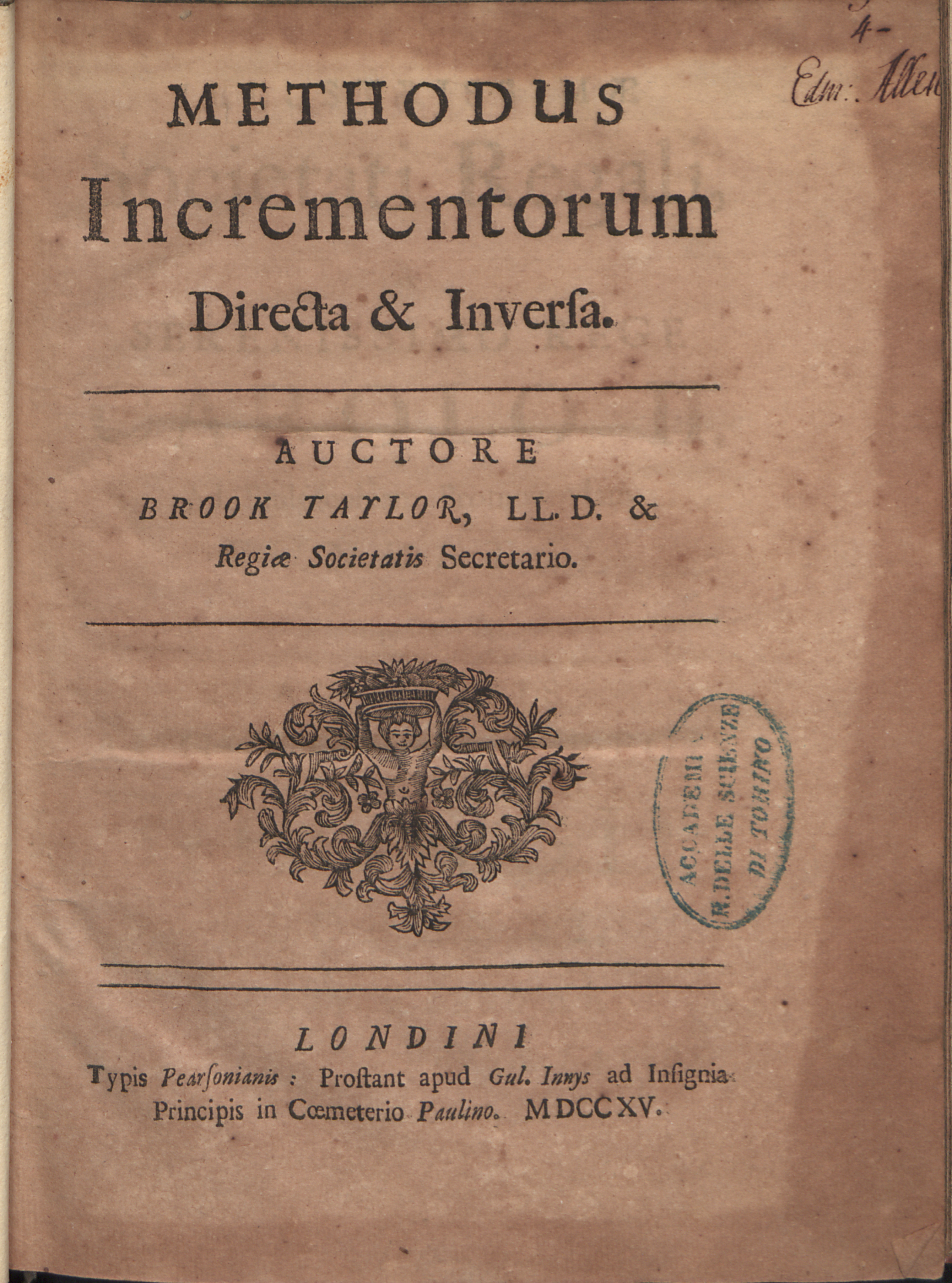
Methodus incrementorum directa et inversa, 1715

En el seu Methodus Incrementorum Directa et Inversa (Londres, 1715) va desenvolupar una nova part dintre de la investigació matemàtica, que avui es diu càlcul de les diferències finites. Entre les diferents aplicacions, es va utilitzar per a determinar la forma del moviment d'una corda vibrant, reduït per ell per primera vegada amb èxit a principis mecànics. El mateix treball contenia la famosa fórmula coneguda com a Teorema de Taylor, la importància del qual només es va reconèixer el 1772, quan Joseph Louis Lagrange es va adonar del seu valor i ho va definir com "el diferencial principal del fonament del càlcul".
En els seus assaigs Perspectiva lineal (1715) i Principis de Perspectiva lineal (1719) Taylor va expressar els veritables principis de la perspectiva de manera més original i general que els anteriors, sobre tot pel que fa a l'estudi del punt de fuga. Però el treball va tenir algun problema per la seva brevetat i la seva foscor, defectes que es poden aplicar a la major part de les seves obres; aquest treball va necessitar el perfeccionament que van desenvolupar Joshua Kirby (1754) i Daniel Fournier (1761)
Sir Taylor va ser triat membre de la Royal Society a principis de 1712 i el mateix any va passar a formar part del comitè per al judici sobre la reclamació de prioritat en el descobriment del càlcul de Sir Isaac Newton i Gottfried Leibniz; des del 13 de gener de 1714 al 21 d'octubre a 1718 va ser secretari de la Royal Society. Des de 1715 els seus estudis donen un gir filosòfic i religiós. Va mantenir correspondència aquells anys amb Pierre Rémond de Montmort sobre les doctrines de Nicolas Malebranche; arran d'això, es va trobar entre les seves cartes i obres inacabades tractats Sobre els sacrificis hebreus i Sobre la legitimitat per a menjar sang, escrits per ell al seu retorn d'Aquisgrà en 1719.
El seu matrimoni en 1721 amb una dama de Wallington, Surrey el va enemistar amb el seu pare, enemistat que va acabar el 1723 després de la mort de la seva dona durant el part, en el qual també va morir el nen. Els dos anys següents els va passar amb la seva família a Bifrons; el 1725 es va tornar a casar, aquesta vegada amb l'aprovació del seu pare, amb Sabetta Sawbridge de Olantigh, Kent, que també va morir de part en 1730; en aquesta ocasió, no obstant, la seva filla va sobreviure. La seva fràgil salut va fer que el seu estat degenerés amb rapidesa; va morir a Somerset House, i el van enterrar a l'església de St Ann's, Soho. Des de la mort del seu pare (1729) havia heretat la propietat de Bifrons. Com matemàtic, era l'únic anglès després d'Isaac Newton i Roger Cotes capaç de competir amb matemàtics com Johann Bernoulli. No obstant això, gran part dels resultats de la seva demostració no van tenir repercussió o es va perdre a causa de la seva incapacitat d'expressar les seves idees completament i amb claredat.
Un treball pòstum titulat Contemplatio Philosophica va ser imprès per un particular en 1793 pel seu nebot, Sir William Young, que tenia un pròleg sobre la vida de l'autor i les cartes rebudes per Bolingbroke, Bossuet… Molts dels seus articles breus es van publicar en la "Phylosophycal Transactions of the Royal Society", volums del 27 al 33, incloent els informes d'alguns experiments interessants sobre el magnetisme i sobre l'atracció del vas capil·lar. Va publicar en 1719 una versió millorada del seu treball sobre la perspectiva, amb el títol Nous principis de la perspectiva lineal, revisada per Colson en 1749, i impresa amb el retrat i la biografia de l'autor l'any 1811.
Taylor en la seva obra Methodus Incrementorum va fer la primera exposició del que avui denominem teorema de Taylor i sèrie de Taylor.